# Алн
Алн (англ. Aln) — река на северо-востоке Англии, в графстве Нортумберленд. Впадает в Северное море.
Алн — небольшая река, но она играла важную роль в истории своего региона, будучи естественной преградой на пути английских и шотландских армий. По этой причине в долине реки было создано множество оборонительных сооружений — например, на берегу реки находится замок Алник (англ. Alnwick Castle), главная резиденция герцога Нортумберленда.